# Редонду (фрегезия)
Редонду (порт. Redondo) — фрегезия (район) в муниципалитете Редонду округа Эвора в Португалии. Территория — 307,94 км². Население — 5763 жителей. Плотность населения — 18,7 чел/км².